# 東急電鉄のダイヤ改正
東急電鉄のダイヤ改正（とうきゅうでんてつのダイヤかいせい）では、歴代の東急電鉄の鉄道線・軌道線における歴代のダイヤ改正について記述する。
本項では1997年のこどもの国線における第三種鉄道事業者となり、その後2004年の開業より東横線と一体的に運行するようになった横浜高速鉄道のダイヤ改正を含めて掲載する。なお、横浜高速鉄道以外の乗り入れ先の各事業者のダイヤ改正については、東急電鉄と同時に実施し、また関連があるもののみを本項に記述、または乗り入れ先の鉄道事業者のダイヤ改正記事にリンクする。

## 一覧
| 改正日＼路線   | 東 横 ・ み な と み ら い | 目 黒    | 東 急 新 横 浜 | 田 園 都 市 | 大 井 町 | こ ど も の 国 | 池 上 | 目 蒲 ↓ 東 急 多 摩 川 | 世 田 谷 |
| -------------- | -------------------------- | -------- | -------------- | ----------- | -------- | -------------- | ----- | ---------------------- | -------- |
| 1999年12月4日  |                            | 未 開 業 | 未 開 業       | ●           | ●        |                |       |                        |          |
| 2000年3月29日  |                            | 未 開 業 | 未 開 業       |             |          | ●              |       |                        |          |
| 2000年8月6日   | ●                          | ●        | 未 開 業       |             |          |                | ●     | ●                      |          |
| 2000年9月22日  |                            | ●        | 未 開 業       |             |          |                |       |                        |          |
| 2000年12月8日  |                            |          | 未 開 業       | ●           | ●        |                |       |                        |          |
| 2001年3月23日  |                            | ●        | 未 開 業       |             |          |                |       |                        |          |
| 2001年3月24日  |                            |          | 未 開 業       |             |          |                |       |                        | ●        |
| 2001年3月28日  | ●                          |          | 未 開 業       |             |          |                |       |                        |          |
| 2001年9月3日   |                            |          | 未 開 業       | ●           |          |                |       |                        |          |
| 2001年12月7日  | ●                          |          | 未 開 業       |             |          |                |       |                        |          |
| 2002年3月28日  |                            |          | 未 開 業       | ●           | ●        |                |       |                        |          |
| 2003年3月19日  | ●                          | ●        | 未 開 業       | ●           | ●        | ●              | ●     | ●                      |          |
| 2004年2月1日   | ●                          |          | 未 開 業       |             |          |                |       |                        |          |
| 2004年4月16日  |                            |          | 未 開 業       |             |          |                |       |                        | ●        |
| 2004年10月19日 |                            |          | 未 開 業       | ●           | ●        |                |       |                        |          |
| 2005年6月10日  |                            |          | 未 開 業       |             | ●        |                | ●     | ●                      | ●        |
| 2006年3月18日  | ●                          | ●        | 未 開 業       | ●           | ●        | ●              |       |                        |          |
| 2006年9月25日  | ●                          | ●        | 未 開 業       |             | ●        |                | ●     | ●                      |          |
| 2006年9月30日  |                            |          | 未 開 業       |             |          |                |       |                        | ●        |
| 2007年4月5日   |                            |          | 未 開 業       | ●           |          |                |       |                        |          |
| 2007年8月23日  | ●                          |          | 未 開 業       |             |          |                |       |                        |          |
| 2008年3月28日  |                            |          | 未 開 業       | ●           | ●        | ●              |       |                        |          |
| 2008年6月22日  | ●                          | ●        | 未 開 業       |             |          |                |       |                        |          |
| 2009年6月6日   | ●                          | ●        | 未 開 業       | ●           | ●        | ●              |       |                        |          |
| 2009年7月11日  |                            |          | 未 開 業       | ●           | ●        |                |       |                        |          |
| 2010年3月25日  |                            |          | 未 開 業       | ●           | ●        |                |       |                        |          |
| 2011年10月28日 | ●                          |          | 未 開 業       |             |          |                |       |                        |          |
| 2012年3月17日  |                            | ●        | 未 開 業       | ●           | ●        | ●              | ●     | ●                      | ●        |
| 2013年3月16日  | ●                          | ●        | 未 開 業       | ●           | ●        | ●              |       | ●                      |          |
| 2014年3月15日  | ●                          | ●        | 未 開 業       |             |          |                | ●     | ●                      |          |
| 2014年6月21日  |                            |          | 未 開 業       | ●           | ●        | ●              |       |                        |          |
| 2015年3月14日  |                            | ●        | 未 開 業       |             |          |                |       |                        |          |
| 2016年3月26日  | ●                          | ●        | 未 開 業       | ●           | ●        | ●              | ●     | ●                      | ●        |
| 2017年3月25日  | ●                          | ●        | 未 開 業       |             |          |                |       |                        |          |
| 2017年4月21日  |                            |          | 未 開 業       | ●           | ●        |                |       |                        | ●        |
| 2018年3月30日  |                            | ●        | 未 開 業       | ●           | ●        |                | ●     | ●                      |          |
| 2019年3月16日  | ●                          | ●        | 未 開 業       | ●           | ●        | ●              |       |                        |          |
| 2019年10月1日  |                            |          | 未 開 業       | ●           | ●        |                |       |                        |          |
| 2020年3月14日  | ●                          | ●        | 未 開 業       |             |          |                |       |                        |          |
| 2020年6月6日   |                            |          | 未 開 業       | ●           | ●        |                |       |                        |          |
| 2021年3月13日  | ●                          | ●        | 未 開 業       | ●           | ●        | ●              | ●     | ●                      | ●        |
| 2022年3月12日  | ●                          | ●        | 未 開 業       | ●           | ●        | ●              |       |                        |          |
| 2023年3月18日  | ●                          | ●        | ●              | ●           | ●        |                | ●     | ●                      |          |
| 2024年3月16日  | ●                          | ●        | ●              |             |          |                |       |                        |          |
| 2025年3月15日  | ●                          | ●        | ●              |             |          |                | ●     | ●                      | ●        |

## 1990年代

### 1999年12月4日改正
- 田園都市線・新玉川線・大井町線でダイヤ改正[1]。
- スピードアップを図り、田園都市線・新玉川線・大井町線の所要時間を短縮。
- 田園都市線・新玉川線の急行の運転時間を拡大し、同時に急行が中央林間発着となる時間帯も拡大。
- 大井町線において、早朝・深夜に増発し、早朝には田園都市線鷺沼駅からの直通列車を1本増発。

## 2000年代

### 2000年3月29日改正
- こどもの国線でダイヤ改正[2]。
- 通勤線化の完了と恩田駅の開業。なお、先行して前年8月1日より運転車両を東急の車両より横浜高速鉄道Y000系電車に変更した。
- 運行時間帯を8時 - 18時から6時 - 23時に拡大。
- 運行間隔を短縮し、大幅に増発。

### 2000年8月6日改正
- 東横線・目黒線・池上線・東急多摩川線でダイヤ改正[3]。
- 目蒲線（目黒 - 多摩川園 - 蒲田）を目黒線（目黒 - 多摩川 - 武蔵小杉）と東急多摩川線（多摩川 - 蒲田）の2つの運行系統に分割。
- 同時に、多摩川園駅を多摩川駅に改称。
- 初電の繰り上げ、終電の繰り下げおよび平日朝ラッシュ・夕ラッシュ時間帯の増発。
- これまでの4両編成から、目黒線は6両編成に、東急多摩川線は3両編成に変更。
- 東横線では、急行が新たに多摩川駅に停車。これに伴い、全駅において一部列車の発着時刻を変更。
- 池上線では、初電の繰り上げ、終電の繰り下げおよび雪が谷大塚駅 - 蒲田駅間で上下合わせて20本増発し、全駅において一部列車の発着時刻を変更。
- また、ダイヤ改正はないが、田園都市線・新玉川線において、両路線の路線名を田園都市線に統一し、二子玉川園駅を二子玉川駅に改称。

### 2000年9月22日改正
- 9月26日実施の相互直通運転に4日先行して目黒線でダイヤ改正を実施[4]。
- 営団地下鉄（当時）南北線および都営地下鉄三田線と相互直通運転を開始（9月25日までは予行運転として、溜池山王駅/三田駅 - 目黒駅間を回送として運転）。

### 2000年12月8日修正
- 田園都市線・大井町線でダイヤ修正[5]。
- 二子玉川駅止まりの大井町線列車のうち、新たに平日夜間の4本、土曜・休日夜間の1本を田園都市線鷺沼駅まで延長。

### 2001年3月23日改正
- 目黒線でダイヤ改正[6]。
- 営団地下鉄南北線を介して埼玉高速鉄道線と相互直通運転を開始（直通運転の開始は3月28日。3月27日までは予行運転として、埼玉高速鉄道線内は回送として運転）。
- これに伴い、赤羽岩淵行きの一部の列車浦和美園行き・東川口行き・鳩ヶ谷行きに変更。

### 2001年3月24日改正
- 世田谷線でダイヤ改正[7]。
- 運転間隔の短縮や終電の繰り下げを実施。
- 土曜ダイヤと休日ダイヤを土休日ダイヤとして一本化。

### 2001年3月28日改正
- 東横線でダイヤ改正[8]。
- 特急を新設。停車駅は渋谷駅・自由が丘駅・武蔵小杉駅・菊名駅・横浜駅・桜木町駅。従来の急行から4分ほど所要時間を短縮。
- 特急・急行の運転時間を拡大。
- 朝ラッシュ時間帯に減便を行い、急行のスピードアップを図り、所要時間を短縮。
- 土曜ダイヤと休日ダイヤを土休日ダイヤとして一本化。

### 2001年9月3日修正
- 田園都市線でダイヤ修正[9]。
- 平日の24時台に渋谷始発長津田行き各駅停車を2本増発。

### 2001年12月7日改正
- 東横線でダイヤ改正[10]。
- 朝ラッシュ時間帯・深夜時間帯において増発や一部列車の運転区間延長、種別の変更を実施。
- これに伴い、全駅において当該時間帯の一部列車の発着時刻を変更。

### 2002年3月28日改正
- 田園都市線・大井町線でダイヤ改正[11]。
- 田園都市線では、急行が新たにあざみ野駅に停車し、運転時間を拡大。
- 藤が丘駅の上り線の急行待避設備完成に伴い、朝ラッシュ時間帯において、同駅での待避を開始。
- 平日早朝・平日夜間・土休日夜間に増発を実施。
- 大井町線では、一部列車の運転区間を田園都市線鷺沼駅まで延長。また、二子玉川駅での田園都市線との接続を考慮し、一部列車の発着時刻を変更。
- 両路線共に、土曜ダイヤと休日ダイヤを土休日ダイヤとして一本化。これに伴い、朝の時間帯の運転間隔を変更。

### 2003年3月19日改正
- 東横線・目黒線・田園都市線・大井町線・池上線・東急多摩川線およびこどもの国線でダイヤ改正[12][13]。
- 東横線では、特急が新たに中目黒駅に停車し、運転時間を拡大。また、通勤特急を新設。停車駅は渋谷駅・中目黒駅・自由が丘駅・武蔵小杉駅・日吉駅・菊名駅・横浜駅・桜木町駅（2004年2月以降、横浜以遠はみなとみらい駅・馬車道駅・日本大通り駅・元町・中華街駅）。朝ラッシュ時間帯の上りの特急4本、夕ラッシュ時間帯の下りの特急15本を通勤特急に置き換える。
- 朝ラッシュ時間帯に桜木町始発渋谷行き急行を1本増発。また、菊名始発渋谷行きの列車を平日朝に4本、土休日朝に1本増発。
- 目黒線では、朝ラッシュ時間帯に南北線、三田線直通列車をそれぞれ1本ずつ増発。また、日中時間帯の運転間隔を7分30秒から6分に短縮し、1時間あたり2本増発。
- 田園都市線では、営団地下鉄半蔵門線を介して、東武伊勢崎線・東武日光線と相互直通運転を開始。
- 日中時間帯の急行の運転間隔を30分から15分に短縮し、1時間あたり2本増発。また、朝ラッシュピーク後の上りと夕ラッシュ時間帯の下りに急行を増発。
- 平日夕夜間の長津田行き急行9本を中央林間駅まで延長。
- 大井町線・こどもの国線では、田園都市線との接続を考慮し、一部列車の発着時刻を変更。
- 池上線では、夜間に2往復増発。また、旗の台駅での大井町線との接続を考慮し、一部列車の発着時刻を変更。
- 東急多摩川線では、朝に4往復、夜間に5往復増発。また、多摩川駅での東横線・目黒線との接続を考慮し、一部列車の発着時刻を変更。
- 池上線・東急多摩川線共に、土曜ダイヤと休日ダイヤを土休日ダイヤとして一本化。

### 2004年2月1日改正
- 東横線でダイヤ改正[14]。
- 横浜高速鉄道みなとみらい線の開業に伴い、同線と相互直通運転を開始。
  - それに伴い、1月30日の終電を以って横浜駅 - 桜木町駅間は廃止となった（1月31日は臨時ダイヤで渋谷駅 - 横浜駅間のみで営業した）。
- 東白楽駅 - 横浜駅間地下化完成や菊名駅 - 横浜駅間のATC化などにより、所要時間を短縮。
- 上りの特急を増発し、運転時間を拡大。
- 平日朝・深夜・土休日深夜の増発や初電の繰り上げ、終電の繰り下げを実施。

### 2004年4月16日改正
- 世田谷線でダイヤ改正[15]。
- 運転間隔の短縮を実施。平日は朝ラッシュピーク後・夕方・夜間において実施。土休日は日中時間帯の運転間隔を7分30秒から6分に短縮し、1時間あたり2本増発。
- 初電の繰り上げ、終電の繰り下げを実施。

### 2004年10月19日改正
- 田園都市線・大井町線でダイヤ改正[16]。
- 朝ラッシュ時間帯の上りの急行を1本増発し、鷺沼始発の急行3本を長津田始発に延長。
- 平日夜間・土休日夜間の上下線において増発を実施。

### 2005年6月10日改正
- 大井町線・池上線・東急多摩川線・世田谷線でダイヤ改正[17]。
- 上記の4路線共に、日中時間帯の運転間隔を7分30秒から6分に短縮し、1時間あたり2本増発（世田谷線は土休日は2004年4月のダイヤ改正で実施済みのため、平日のみ）。
- 日中時間帯の大岡山駅での目黒線と大井町線の接続、旗の台駅での大井町線と池上線の接続、多摩川駅での東横線・目黒線と東急多摩川線の接続および早朝・深夜の下高井戸駅での世田谷線と京王線の接続をそれぞれ改善。

### 2006年3月18日改正
- 東横線・田園都市線・大井町線およびこどもの国線・みなとみらい線でダイヤ改正[18][19]。
- 東横線では、平日朝ラッシュ時間帯の下りの急行2本、上りの特急2本・急行1本、平日夕ラッシュ時間帯の上りの特急15本を通勤特急に置き換える。また、平日朝ラッシュ時間帯の上下線において通勤特急をそれぞれ1本ずつ増発。この他にも、平日朝の急行の運転区間を延長。
- 田園都市線では、土休日のみ、急行が新たに南町田駅に停車。また、早朝・夜間の上下線において増発を実施。
- 東武線のダイヤ改正に伴い、東武伊勢崎線との相互直通運転区間を久喜駅まで延長。また、東武線直線列車が大幅に増加し、特に日中時間帯は1時間あたり3本増発し、6本となる。なお、同日より押上 - 東武動物公園間については、東急を含めて、旅客案内上では路線名とは別称である「東武スカイツリーライン」として案内するようになった。
- 東京メトロ半蔵門線のダイヤ改正に伴い、日中時間帯の清澄白河行きを1時間あたり4本から2本に変更し、2本は押上行きに延長。また、平日朝ラッシュ時間帯においても一部列車が運転区間を延長。
- 土休日において、中央林間駅 - 大井町駅間の大井町線直線列車を新設。朝は大井町行き、夜は中央林間行きとして運転。
- 大井町線では、平日朝ラッシュ時間帯において、各列車がホームに到着する時間を短縮し、ホームでの待ち時間を減らし、ホーム上の混雑緩和を図る。
- こどもの国線では、平日夜間の増発や初電の繰り上げ（平日のみ）、終電の繰り下げを実施。

### 2006年9月25日改正
- 東横線・目黒線・大井町線・池上線・東急多摩川線およびみなとみらい線でダイヤ改正[20]。
- 東横線では、高架化切り替え工事実施に伴う徐行の解除により、所要時間を短縮。また、元住吉駅高架化に伴い、元住吉駅から元住吉検車区に直接入庫ができなくなるため、初電・終電を除き、元住吉駅発着の列車は武蔵小杉駅・日吉駅発着に変更。その他にも、夜間において増発や運転区間の延長、種別の変更を実施。
- 目黒線では、急行を新設。停車駅は目黒駅・武蔵小山駅・大岡山駅・田園調布駅・多摩川駅・武蔵小杉駅。これにより、所要時間が短縮。
- 大井町線・池上線・東急多摩川線では、東横線・目黒線との接続を考慮し、一部列車の発着時刻を変更。

### 2006年9月30日改正
- 世田谷線でダイヤ改正[21]。
- 土休日の運転間隔の短縮を実施。特に、日中時間帯の運転間隔を6分から5分に短縮し、1時間あたり2本増発。
- 平日のダイヤは変更なし。

### 2007年4月5日改正
- 田園都市線でダイヤ改正[22]。
- 準急を新設。停車駅は中央林間駅から二子玉川駅までは平日の急行の停車駅、二子玉川駅から渋谷駅までは各駅に停車。
- 平日朝ラッシュ時間帯において、上りの急行13本を準急に変更。これにより、桜新町駅での待避がなくなり、平行ダイヤとなることにより、混雑の平準化を図る。

### 2007年8月23日改正
- 東横線およびみなとみらい線でダイヤ改正[23]。
- 目黒線の日吉駅への延伸工事の進捗に伴い、日吉駅の待避線、引き上げ線の使用を中止するため、日吉駅発着の列車を武蔵小杉駅・菊名駅発着に変更し、日吉駅での各駅停車の特急の通過待ち、通勤特急・急行との待ち合わせは全て元住吉駅での通過待ちに変更。

### 2008年3月28日改正
- 田園都市線・大井町線およびこどもの国線でダイヤ改正[24]。
- 田園都市線では、平日朝ラッシュ時間帯の準急の運転時間を拡大。また、平日・土休日共に朝・夕方・夜間に増発を実施。
- 大井町線では、急行を新設。停車駅は二子玉川駅・自由が丘駅・大岡山駅・旗の台駅・大井町駅。これにより、所要時間が短縮。また、全時間帯において、増発を実施。
- こどもの国線では、田園都市線との接続を考慮し、一部列車の発着時刻を変更。

### 2008年6月22日改正
- 東横線・目黒線およびみなとみらい線でダイヤ改正[25]。
- 東横線では、平日朝夕ラッシュ時間帯の通勤特急の運転時間を拡大し、初電 - 9時頃と17時頃 - 終電の特急を全て通勤特急に置き換える。
- 目黒線では、武蔵小杉駅 - 日吉駅間が延伸開業。また、平日朝ラッシュ時間帯の上りの急行、平日夜間の上下線の各駅停車をそれぞれ3本ずつ増発。日中時間帯の急行の運転間隔を30分から15分に短縮し、1時間あたり2本増発（その代わり、各駅停車は1時間あたり10本から8本に2本減便）。

### 2009年6月6日改正
- 東横線・目黒線・田園都市線・大井町線およびこどもの国線・みなとみらい線でダイヤ改正[26]。
- 東横線では、平日朝の上りの日比谷線直通列車を渋谷行きに変更。また、土休日夕方の上りに特急を1本増発。
- 目黒線では、東横線との接続を考慮し、一部列車の発着時刻を変更。
- 田園都市線では、平日朝・夕方・夜間の上下線において、増発を実施。また、半蔵門線直通列車の行き先を変更。
- 大井町線・こどもの国線では、田園都市線との接続を考慮し、一部列車の発着時刻を変更。

### 2009年7月11日改正
- 田園都市線・大井町線でダイヤ改正[26]。
- 田園都市線では、一部の大井町線直通列車の発着時刻を変更。
- 大井町線では、二子玉川駅 - 溝の口駅間が延伸開業。途中の二子新地駅・高津駅は大井町線の停車駅ではないが、日中時間帯の各駅停車1時間あたり8本のうち4本と早朝・深夜の田園都市線直通列車が停車。

## 2010年代

### 2010年3月25日修正
- 田園都市線・大井町線でダイヤ修正[27]。
- 大井町線では、平日夜間の下りの急行3本の運転区間を田園都市線長津田駅まで延長。

### 2011年10月28日改正
- 東横線・みなとみらい線でダイヤ改正。ただし、両線ともごく小規模の時刻変更に留まった。

### 2012年3月17日改正
- 目黒線・田園都市線・大井町線・池上線・東急多摩川線・世田谷線およびこどもの国線でダイヤ改正[28]。
- 目黒線では、平日・土休日共に夜間に増発を実施。また、田園調布駅での東横線との接続を改善。
- 田園都市線では、平日・土休日共に朝・夜間に増発を実施。また、平日朝ラッシュ時間帯において、準急の運転時間の拡大や半蔵門線直通列車の行き先を変更を実施。この他にも、土休日夕方の下りの渋谷始発の急行を2本増発。
- 大井町線では、平日朝ラッシュピーク前に長津田始発大井町行きの急行を1本増発。また、日中時間帯の急行1時間あたり4本のうち2本が田園都市線長津田駅発着に延長。この他にも、田園都市線二子新地駅・高津駅に停車する各駅停車の運転時間を拡大。
- こどもの国線では、田園都市線との接続を考慮し、一部列車の発着時刻を変更。
- 池上線では、土休日夕方に2往復増発。また、旗の台駅での大井町線との接続を改善。
- 東急多摩川線では、平日夜間に1往復増発。また、多摩川駅での東横線との接続を改善。
- 世田谷線では、土休日日中時間帯の運転間隔を5分から6分に延長し、1時間あたり2本減便。また、平日夕ラッシュ時間帯、土休日朝・夜間に増発を実施。

### 2013年3月16日改正
- 東横線・目黒線・田園都市線・大井町線・東急多摩川線およびこどもの国線・みなとみらい線でダイヤ改正[29][30]。
- 東横線では、東京メトロ副都心線・西武有楽町線・池袋線・東武東上線と相互直通運転を開始。
- それに伴い、3月15日を以って東京メトロ日比谷線との相互直通運転は休止となった。そのため、日中時間帯の菊名駅発着の日比谷線直通列車は全て渋谷駅発着に変更。
- 朝ラッシュ時間帯の上りの所要時間を短縮。また、朝ラッシュピーク前の上りの通勤特急・急行をそれぞれ1本ずつ増発。
- 目黒線では、日中時間帯の各駅停車の時刻を変更し、複々線区間において、各駅停車は東横線と目黒線が交互に発着するように変更。
- 田園都市線では、平日夕ラッシュ時間帯の下りの急行の所要時間を短縮。また、一部列車の各駅の停車時分を見直し、発着時刻を変更。
- 大井町線・東急多摩川線では、東横線・目黒線との接続を考慮し、一部列車の発着時刻を変更。
- こどもの国線では、土休日の初電の繰り上げを実施。また、田園都市線との接続を考慮し、一部列車の発着時刻を変更。

### 2014年3月15日改正
- 東横線・目黒線・池上線・東急多摩川線およびみなとみらい線でダイヤ改正[31]。
- 東横線では、平日朝の渋谷行きの各駅停車2本の運転区間を副都心線新宿三丁目駅まで延長。
- 目黒線では、平日・土休日共に朝・夜間に増発を実施し、急行の運転時間を拡大。
- 池上線では、平日夕ラッシュ時間帯の五反田始発雪が谷大塚行きの列車9本の運転区間を蒲田駅まで延長。また、平日夜間に増発を実施。
- 東急多摩川線では、一部列車の発着時刻を変更。
- また、ダイヤ改正はないが、田園都市線では、直通先の半蔵門線の終電の繰り下げに伴い、一部列車の行き先を変更。
- 乗り入れ先のうち、西武はこの日のダイヤ改正を見送った。

### 2014年6月21日改正
- 田園都市線・大井町線・こどもの国線でダイヤ改正[32]。
- 田園都市線では、準急が新たに南町田駅に停車し、平日朝ラッシュの下り、日中時間帯の上下線で運転を開始。日中時間帯に準急が1時間あたり2本増発されることにより、同時間帯の各駅停車1時間あたり8本のうち2本が渋谷駅発着に変更。また、平日朝・夕方・夜間および土休日朝に増発を実施。
- 大井町線では、平日・土休日共に朝・夜間に増発を実施。また、二子新地駅・高津駅に停車する各駅停車の運転時間を拡大。
- こどもの国線では、田園都市線との接続を考慮し、一部列車の発着時刻を変更。

### 2015年3月14日改正
- 目黒線でダイヤ改正[33]。
- 平日朝ラッシュピーク前・夕方および土休日夜間に増発、運転区間の延長、種別の変更を実施。

### 2016年3月26日改正
- 東急全線および横浜高速鉄道全線でダイヤ改正[34]。
- 東横線・みなとみらい線では、両線を特急、副都心線を急行、西武有楽町線・池袋線を快速急行、東武東上線を急行として運転する列車に「Fライナー」の愛称を設定。
- 目黒線・こどもの国線では、接続を考慮し、一部列車の発着時刻を変更。
- 田園都市線では、初電の繰り上げ、終電の繰り下げ、種別の変更、一部時間帯の発着時刻の変更を実施。
- 大井町線では、増発、運転区間の延長を実施。
- 池上線では、終電の繰り下げ、増発、運転区間の延長を実施。
- 東急多摩川線では、終電の繰り下げ、増発を実施。
- 世田谷線では、初電の繰り上げ、増発、運転区間の延長を実施。

### 2017年3月25日改正
- 東横線・目黒線およびみなとみらい線でダイヤ改正[35]。
- 東横線。みなとみらい線では、祐天寺駅の待避設備完成に伴い、朝ラッシュピーク前後の通勤特急・急行の所要時間を短縮。また、西武車のみの設定ではあるが、有料座席指定列車「S-TRAIN」の運転を開始。これにより西武秩父線が東急・横浜高速鉄道との乗り入れ区間に追加された。
- 目黒線では、平日朝ラッシュピーク後・夜間および土休日朝・夕方・夜間に増発、終電の繰り下げを実施。

### 2017年4月21日改正
- 田園都市線・大井町線・世田谷線でダイヤ改正[36]。
- 田園都市線では、早朝時間帯の増発、初電の繰り上げを実施。
- 大井町線では、一部列車の発着時刻を変更。
- 世田谷線では、初電の繰り上げを実施。

### 2018年3月30日改正
- 目黒線・田園都市線・大井町線・池上線・東急多摩川線でダイヤ改正[37]。
- 目黒線では、平日朝ラッシュ時間帯の上りで南北線直通列車と三田線直通列車が極力交互になるように変更。
- 田園都市線では、平日朝ラッシュピーク前の上りの急行2本、平日朝ラッシュ時間帯の下りの各駅停車を2本増発。また、平日夕ラッシュ時間帯の下りの急行・各駅停車をそれぞれ1本ずつ増発。その他にも、土休日の終電の繰り下げを実施。
- 大井町線では、平日夕ラッシュ時間帯の上下線の各駅停車をそれぞれ2本ずつ増発。また、平日夜間の下りの急行3本の運転区間を田園都市線長津田駅まで延長。そのほかにも、日中時間帯の各駅停車を1時間あたり2本増発。
- 池上線では、平日朝ラッシュ時間帯に運転区間の延長、平日夕ラッシュ時間帯に増発を実施。
- 東急多摩川線では、平日朝ラッシュ時間帯に増発を実施。

### 2019年3月16日改正
- 東横線・目黒線・田園都市線・大井町線およびこどもの国線・みなとみらい線でダイヤ改正[38]。
- 東横線では、運転区間の延長や平日朝ラッシュ時間帯の一部列車の発着時刻の変更を実施。
- 目黒線では、平日朝ラッシュ時間帯の上りにおいて急行と各駅停車が交互になるように変更。また、平日夕ラッシュ時間帯の南北線・三田線直通列車を増発。
- 田園都市線では、平日夕ラッシュ時間帯の下りの各駅停車を3本増発。また、朝ラッシュピーク前後の準急を急行に変更。
- 大井町線では、平日夜間の下りの急行2本の運転区間を田園都市線長津田駅まで延長。
- こどもの国線では、田園都市線との接続を考慮し、一部列車の発着時刻を変更。

### 2019年10月1日改正
- 田園都市線・大井町線でダイヤ改正[39]。
- 田園都市線では、南町田駅を南町田グランベリーパーク駅に改称。また、平日の急行が新たに同駅に停車し、平日と土休日の停車駅を統一。また、準急が新たにつきみ野駅・すずかけ台駅・つくし野駅に停車。それに伴い、日中時間帯の各駅停車1時間あたり8本のうち2本が長津田発着に変更。
- 大井町線では、平日夜間の下りの急行3本の運転区間を田園都市線長津田駅まで延長。

## 2020年代

### 2020年3月14日改正
- 東横線・目黒線およびみなとみらい線でダイヤ改正[40]。
- 東横線・みなとみらい線では、朝に特急を1本増発。
- 目黒線では、平日朝夕ラッシュ時間帯に増発や種別の変更を実施。また、24時台の日吉始発奥沢行きの運転区間をを大岡山駅まで延長、大井町線大井町行き最終電車に接続するように変更。

### 2020年6月6日改正
- 田園都市線・大井町線でダイヤ改正[41]。
- 田園都市線では、一部列車の発着時刻、種別、行き先、待避駅を変更。
- 大井町線では、田園都市線直通列車の運転時間を変更。

### 2021年3月13日改正
- 東急全線および横浜高速鉄道全線でダイヤ改正[42]。
- 東横線・みなとみらい線では、平日朝の上りの特急の所要時間を短縮。また、終電の繰り上げを実施。
- 目黒線では、終電の繰り上げを実施。
- 田園都市線では、日中時間帯の急行・準急・各駅停車の本数を変更。また、終電の繰り上げを実施。その他にも、平日朝ラッシュ時間帯の中央林間始発の急行・準急を増発。
- 大井町線では、日中時間帯の急行・各駅停車の本数を変更。また、終電の繰り上げを実施。
- こどもの国線では、平日夕方に増発、夜間に減便を実施。
- 池上線・東急多摩川線・世田谷線では、日中時間帯の運転間隔を6分から7分30秒に延長し、1時間あたり2本減便。また、平日夜間に減便を実施。その他にも、終電の繰り上げを実施。

### 2022年3月12日改正
- 東横線・目黒線・田園都市線・大井町線およびこどもの国線・みなとみらい線でダイヤ改正[43]。
- 東横線・みなとみらい線では、日中時間帯の特急の所要時間を短縮。また、日中時間帯の各駅停車を1時間あたり2本減便。
- 目黒線では、奥沢駅の上り線の急行待避設備完成に伴い、平日朝ラッシュ時間帯の上りの急行1本の所要時間を短縮。また、日中時間帯の急行の所要時間を短縮。
- 田園都市線では、平日・土休日共に、早朝の準急を増発。また、日中時間帯の急行の所要時間を短縮。
- 大井町線では、平日夕ラッシュ時間帯の下りの急行が15分間隔になるように発着時刻を変更。また、土休日夕方の下りの急行2本の運転区間を田園都市線中央林間駅まで延長。その他にも、有料座席指定サービス「Q SEAT」の運転本数を8本から9本に1本増発。
- こどもの国線では、田園都市線との接続を考慮し、一部列車の発着時刻を変更。

### 2023年3月18日改正
- 東横線・目黒線・田園都市線・大井町線・池上線・東急多摩川線およびみなとみらい線でダイヤ改正[44]。
- 東急新横浜線が開業。同時に東横線(日吉駅で転線)・目黒線が同線を介して相鉄新横浜線・相鉄本線・いずみ野線と相互直通運転を開始。
- 上記の関連で、朝・日中・夜間時間帯に設定されていた菊名駅で渋谷方面へ折り返す列車が大幅削減。
- 東横線・みなとみらい線では、日中時間帯の急行1時間あたり6本のうち2本が東急新横浜線・相鉄線に直通。また、有料座席指定列車「S-TRAIN1号」の運転時間を繰り下げ。同時に両線ともワンマン運転を順次開始（ただし列車の性質上、車掌が乗務する必要がある、西武車使用のS-TRAINはワンマン運転の対象外）。
- 目黒線では、日中時間帯の急行1時間あたり4本全てが東急新横浜線に直通。その内2本はさらに相鉄線に直通。また、平日朝ラッシュ時間帯の上りの急行の所要時間を短縮。
- 東急新横浜線では、新横浜駅で東海道新幹線のひかり533号および臨時のぞみ491号に乗り換えが可能な列車を設定。
- 田園都市線では、平日朝ラッシュ時間帯の準急を急行に変更し、所要時間を短縮。また、土休日夜間の各駅停車を準急に変更し、所要時間を短縮。その他にも、平日朝ラッシュ時間帯に増発、夜間に減便を実施。
- 大井町線では、田園都市線との接続を考慮し、一部列車の発着時刻を変更。
- 池上線では、平日朝ラッシュ時間帯において減便を実施。
- 東急多摩川線では、平日朝ラッシュ時間帯において減便を実施。また、土休日日中時間帯の運転間隔を6分から6分40秒に延長し、1時間あたり1本減便。

### 2024年3月16日改正
- 東横線・目黒線・東急新横浜線およびみなとみらい線でダイヤ改正[45][46]。
- 東横線では、平日ダイヤでは18時台の渋谷発菊名行き各駅停車を1本増発する一方、20時台の渋谷発武蔵小杉行きの急行が各駅停車に格下げされた。
- 目黒線・東急新横浜線では、全日、目黒線での日吉発着列車の一部を東急新横浜線直通に延長し、新横浜発着に延長した上で、東急新横浜線内を増発する。
- みなとみらい線では、全日、一部列車の行先と時刻が変更となる。
- なお、田園都市線・大井町線・池上線・東急多摩川線・世田谷線およびこどもの国線では同日のダイヤ改正は実施しない。
- 本改正より、回送列車に限ってではあるが、東急車の乗り入れ区間に相鉄厚木線が追加された[47]。

### 2025年3月15日改正
- 東横線・目黒線・東急新横浜線・池上線・東急多摩川線・世田谷線およびみなとみらい線でダイヤ改正[48][49]。
- 東横線・目黒線・東急新横浜線およびみなとみらい線では、利用状況に呼応して、一部列車の時刻を変更し、相互直通運転を実施する各者に向かう一部の列車の行先も変更する。
- 池上線では、五反田駅でのホームドア設置により、一部列車の発着時間を変更する。
- 上記の池上線のダイヤ改正に関連して、東急多摩川線では、一部列車の発着時刻を変更する。
- 世田谷線では、利用状況に呼応して、朝夕の一部列車で発着時刻を変更する。
- 田園都市線と大井町線およびこどもの国線に関しては、同日のダイヤ改正は実施されなかった。